# Кашина, Лидия Ивановна
Лидия Ивановна Кашина, в девичестве Кулакова (1 января 1886, Москва — 15 августа 1937, там же) — мелкая русская помещица, одна из первых слушательниц Сергея Есенина, прообраз Анны Снегиной в одноимённой поэме стихотворца, а также «девушки в белом» в стихотворении «Сукин сын» («Да, мне нравилась девушка в белом, Но теперь я люблю в голубом»).

## Биография
Лидия Кашина удочеренным ребенком купца Ивана Петровича Кулакова (видимо, его внебрачной дочерью). 
Кулаков купил усадьбу в селе Константиново, а также на свои средства построил школу, в которой, в частности, учился Сергей Есенин. В 1911 году Лидия унаследовала имение своего отца.

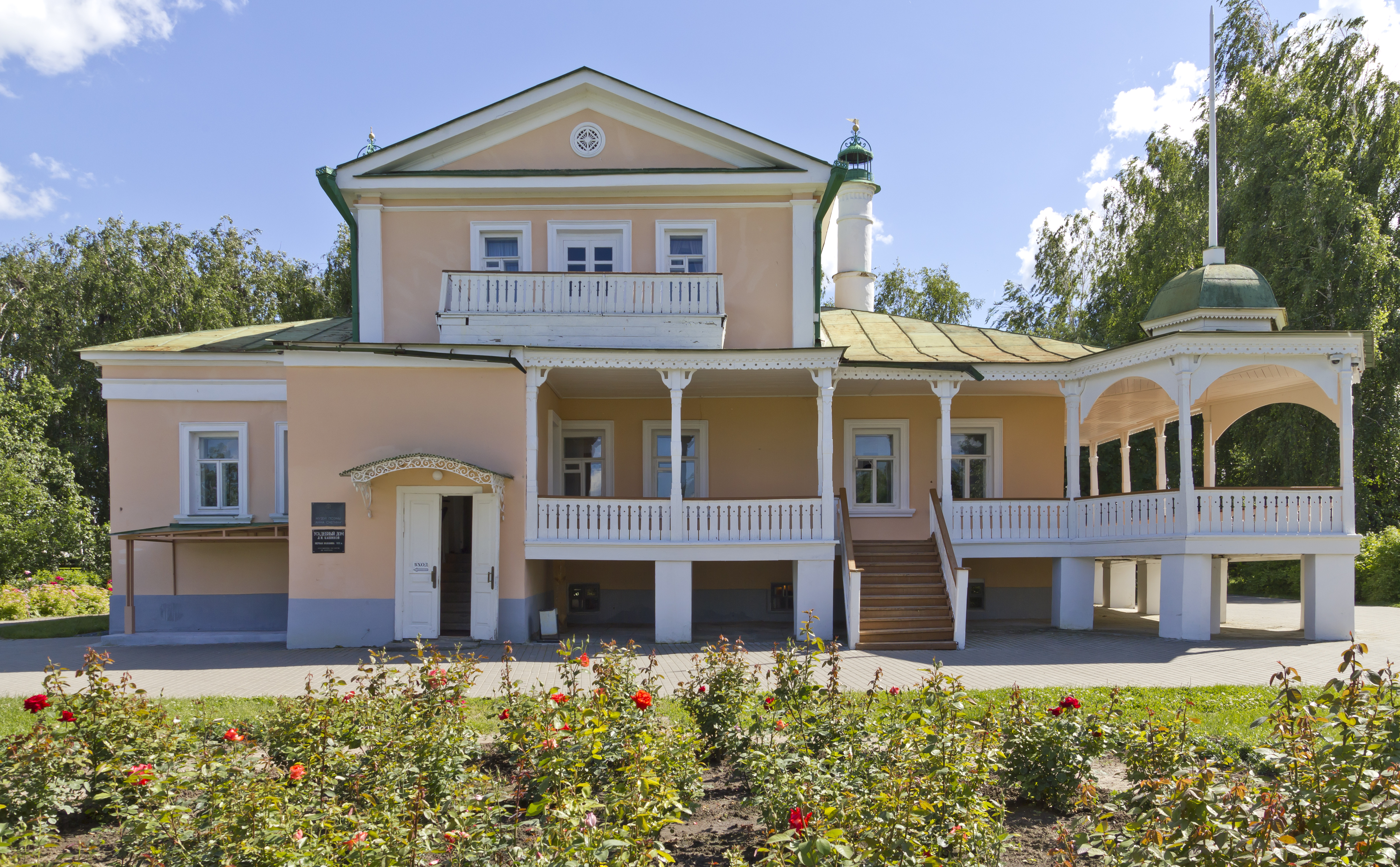
Усадьба Л. И. Кашиной в Константиново

Окончила Александровский институт благородных девиц в 1904 году. Любила литературу и, узнав, что в её селе живёт молодой поэт, пригласила его к себе домой.
В 1919 году Кашина работала письмоводителем и секретарём в Управлении связи Красной армии, затем в АО «Тепло и сила» — машинисткой. В 1922 году стала сотрудником газеты «Труд», где являлась корректором и литературным редактором. Переводила исторические книги с немецкого языка.
Сергей Есенин и Лидия Кашина продолжали контактировать и после окончания, когда её усадьба перешла в руки государства. Он часто навещал Лидию в её московской квартире.

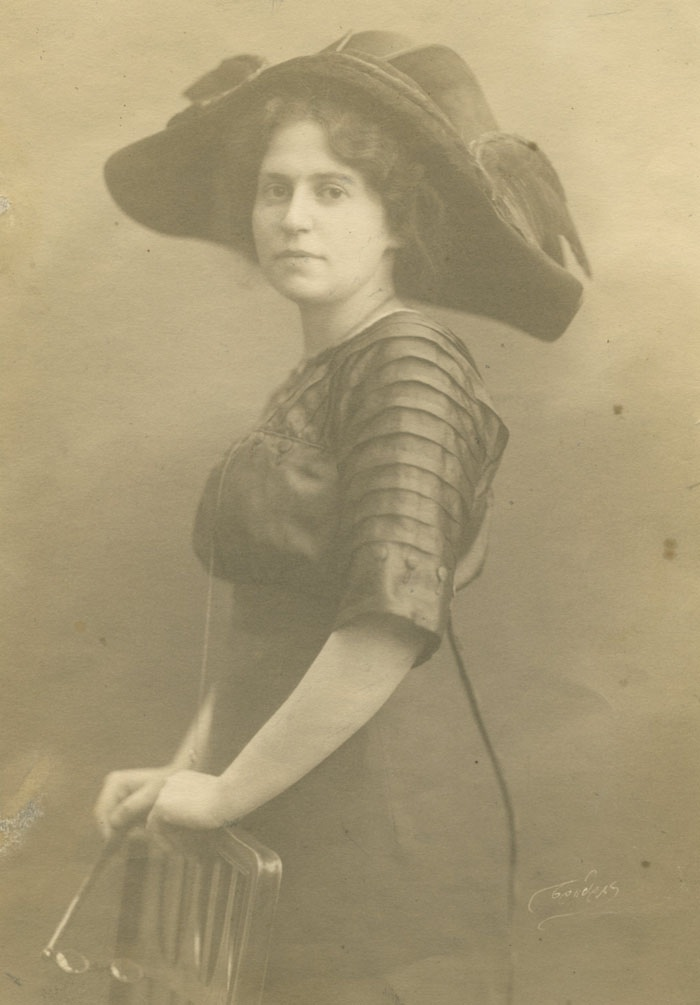

В связи с инвалидностью 26 июля 1937 года была освобождена от работы. Скончалась 15 августа 1937 года от рака. Кремирована в Донском монастыре и похоронена на Ваганьковском кладбище (11 уч.).
Супруг — Николай Кашин. Сын — Георгий Николаевич Кашин. Двоюродный брат — Николай Викторов, лейтенант, погиб вместе с подводной лодкой «Гепард», возможный прототип упомянутого в «Анне Снегиной» убитого военного.